# N.E.C. in het seizoen 2023/24
|               | Eredivisie | KNVB beker | Play- offs | Totaal |
| ------------- | ---------- | ---------- | ---------- | ------ |
| Wedstrijden   | 34         | 6          | 1          | 41     |
| Gewonnen      | 14         | 5          | 0          | 19     |
| Gelijk        | 11         | 0          | 0          | 11     |
| Verloren      | 9          | 1          | 1          | 11     |
| Thuis         | 17         | 3          | 1          | 21     |
| Uit           | 17         | 3          | 0          | 20     |
| Gele kaarten  | 46         | 3          | 2          | 51     |
| 2× gele kaart | 2          | 0          | 0          | 2      |
| Rode kaarten  | 2          | 0          | 0          | 2      |
| Doelsaldo     | +17        | +11        | -1         | +27    |
| voor          | 68         | 18         | 1          | 87     |
| tegen         | 51         | 7          | 2          | 60     |
| ‘De Nul’      | 7          | 1          | 0          | 8      |

N.E.C. komt in het seizoen 2023/24 voor het derde achtereenvolgende seizoen in de Eredivisie, na de promotie uit de Eerste divisie in 2021. Daarin eindigde het zesde, wat de beste prestatie is sinds de vijfde plek in 2002/03. Vervolgens verloor het in de eerste ronde van de play-offs om Europees voetbal van Go Ahead Eagles. Daarnaast komt de ploeg uit in de KNVB Beker, waarin het voor de eerste keer sinds 2000 de finale haalde. Daarin verloor het met 1-0 van Feyenoord.

## Seizoenssamenvatting

### Juni
- Op 1 juni werd bekend dat Iván Márquez een contract voor drie jaar had getekend bij FC Nürnberg. Hij is de tweede speler die definitief vertrok bij N.E.C. nadat bekend werd Souffian El Karouani naar FC Utrecht zou gaan.
- Op 2 juni verlengde jeugdspeler Kas de Wit zijn contract tot de zomer van 2025.
- Op 8 juni maakte N.E.C. bekend dat het Ibrahim Cissoko voor drie miljoen euro had verkocht aan Toulouse FC.
- Op 14 juni maakte N.E.C. bekend dat Lars Olden Larsen voor vier seizoenen tekende bij N.E.C. Hij kwam over van het Russische FK Pari Nizjni.
- Op 22 juni maakte N.E.C. bekend dat Oussama Tannane via een clausule voor een paar ton kon vertrekken naar het Qatarese Umm Salal.
- Op 23 juni werd bekend dat Bram Nuytinck na elf jaar weer terugkeerde bij N.E.C. Hij tekent een contract voor drie seizoenen in Nijmegen.
- Op 27 juni werd bekend dat Mattijs Branderhorst, die zijn contract bij N.E.C. liet aflopen, een contract voor drie seizoenen had getekend bij FC Utrecht.
- Op 29 juni werd bekend dat Go Ahead Eagles Joris Kramer overnam van N.E.C. Hij tekent daar een contract voor drie seizoenen.
- Op 30 juni maakte N.E.C. bekend dat het Youri Baas voor een seizoen zou huren van AFC Ajax.

### Juli
- Op 1 juli liepen de contracten af van Jordy Bruijn, Terry Lartey-Sanniez, Mathias De Wolf en Ilias Bronkhorst. Ook keerden de gehuurde Landry Dimata, Anthony Musaba en Andri Baldursson terug naar respectievelijk Espanyol, AS Monaco en Bologna FC.
- Op 4 juli werd Koki Ogawa gepresenteerd als nieuwe spits. Hij wordt voor één seizoen gehuurd van Yokohama FC en N.E.C. heeft een optie tot koop bedongen.
- Op 8 juli won N.E.C. de eerste oefenwedstrijd met 0-15 van DIO '30. Pedro Marques scoorde vier keer, Magnus Mattsson scoorde net als nieuwelingen Mees Hoedemakers en Koki Ogawa driemaal. Aanwinsten Youri Baas en Sontje Hansen scoorden beide eenmaal.
- Op 14 juli maakte N.E.C. bekend dat het Rober González voor een jaar zou huren van Real Betis. Het heeft tevens een optie koop bedongen.
- Op 15 juli won N.E.C. de tweede oefenwedstrijd tegen RKC Waalwijk met 0-1 door een doelpunt van Bram Nuytinck.
- Op 21 juli maakte N.E.C. bekend dat het Mathias Ross voor een jaar zou huren van Galatasaray.
- Op 22 juli won N.E.C. met 4-0 van Altrincham door goals van Dirk Proper, Magnus Mattsson en Pedro Marques. De vierde goal was een eigen goal.
- Op 28 juli won N.E.C. met 3-1 van Al-Taawoun. Magnus Mattsson, Dirk Proper en Daan Maas waren goed voor de goals.

#### Augustus
- Op 4 augustus presenteerde N.E.C. Brayann Pereira als tweede rechtsback naast Bart van Rooij. N.E.C. huurt de Fransman één seizoen van AJ Auxerre en heeft een optie tot koop.
- Op 13 augustus verloor N.E.C. de openingswedstrijd van SBV Excelsior met 3-4. Namens N.E.C. scoorden Youri Baas, Sontje Hansen en Koki Ogawa, namens Excelsior Nikolas Agrafiotis, Casper Widell, Richie Omorowa en Oscar Uddenäs.
- Op 17 augustus tekende Kodai Sano een contract voor vijf seizoenen bij N.E.C. Hij kwam over van Fagiano Okayama.
- Op 18 augustus verloor N.E.C. ook de tweede wedstrijd, ditmaal van 2-1 van Heracles Almelo. Koki Ogawa scoorde de openingstreffer, maar Heracles won via goals van Emil Hansson en Anas Ouahim.
- Op 23 augustus tekende Bas Dost een contract met een looptijd van één seizoen, tot en met 30 juni 2024. De 34-jarige aanvaller was het seizoen ervoor actief voor FC Utrecht.
- Op 26 augustus won N.E.C. met 3-0 van RKC Waalwijk, door goals van Magnus Mattsson (2x) en Rober González.

#### September
- Op 1 september maakte N.E.C. bekend dat het Alexis Tibidi voor een jaar zou huren van Troyes AC.
- Op 1 september speelde N.E.C. de vierde wedstrijd van het seizoen gelijk tegen Sparta Rotterdam (1-1), Dirk Proper maakte zijn tweede doelpunt in de Eredivisie.
- Op 7 september won N.E.C. een oefenduel met ADO Den Haag met 3-0, door goals van Lasse Schöne, Kodai Sano en Pedro Marques.
- Op 14 september verhuurde N.E.C. Pedro Marques nog voor één seizoen aan Apollon Limassol, dat ook een optie tot koop heeft bedongen.
- Op 16 september verloor N.E.C. met 4-0 van PSV, door goals van Luuk de Jong (2x), Noa Lang en Ricardo Pepi.
- Op 23 september won N.E.C. met 3-0 van FC Utrecht, door doelpunten van Dirk Proper, Magnus Mattsson en Bas Dost.

#### Oktober
- Op 1 oktober verloor N.E.C. met 3-1 van SBV Vitesse door goals van Marco van Ginkel, Dominik Oroz en Million Manhoef. Magnus Mattsson scoorde namens N.E.C.
- Op 7 oktober speelde N.E.C. 1-1 gelijk tegen SC Heerenveen, door goals van Patrik Wålemark en Bas Dost.
- Op 21 oktober speelde N.E.C. met 1-1 gelijk tegen Almere City, door doelpunten van Yann Kitala en Magnus Mattsson. Bart van Rooij werd met twee keer geel van het veld gestuurd.
- Op 27 oktober bood N.E.C. Sai van Wermeskerken na een week meetrainen een contract aan tot het einde van het seizoen.
- Op 29 oktober speelde N.E.C. een uitwedstrijd tegen AZ. Bij een Nijmeegse 2-1 voorsprong door doelpunten van Bas Dost, Magnus Mattsson en aan de andere kant Vangelis Pavlidis zakte Dost in de laatste minuut van de officiële speeltijd zonder aanleiding naar de grond. Hij werd verzorgd op het veld en ging per brancard het veld af, waarvandaan hij een duimpje opstak om aan te geven oké te zijn. De wedstrijd werd gestaakt en later uitgespeeld.

#### November
- Op 2 november won N.E.C. in de tweede ronde van de KNVB Beker met 5-3 van Roda JC. Namens N.E.C. scoorden Rober González (2x), Magnus Mattsson, Bart van Rooij en Mees Hoedemakers. Namens Roda scoorden Sami Ouaissa (2x) en Matisse Didden.
- Op 5 november speelde N.E.C. met 3-3 gelijk tegen FC Volendam. Koki Ogawa (2x) en Magnus Mattsson scoorden voor N.E.C., Robert Mühren, Milan de Haan en Calvin Twigt namens N.E.C. Elayis Tavşan ontving na 39 minuten van Jochem Kamphuis zijn tweede gele kaart.
- Op 11 november speelde N.E.C. met 3-3 gelijk tegen FC Twente. Mathias Ross, Bart van Rooij en Youri Baas scoorden namens N.E.C., Sem Steijn (2x) en Manfred Ugalde namens Twente.
- Op 26 november speelde N.E.C. met 1-1 gelijk tegen Go Ahead Eagles. Doelpunten vielen via Nijmegenaar Sylla Sow en Mathias Ross.

#### December
- Op 3 december verloor N.E.C. met 2-1 van AFC Ajax door goals van Kristian Hlynsson en Carlos Forbs. Elayis Tavşan scoorde namens N.E.C.
- Op 6 december speelde N.E.C. de laatste vijf minuten tegen AZ, waarin niks meer veranderde aan de 1-2 tussenstand.
- Op 9 december won N.E.C. met 3-1 van PEC Zwolle, door doelpunten van Elayis Tavşan, Bart van Rooij en Youri Baas. Namens PEC scoorde Younes Namli.
- Op 16 december won N.E.C. met 4-1 van Fortuna Sittard, door goals van Magnus Mattsson (2x), Koki Ogawa en Sontje Hansen. Kaj Sierhuis deed iets terug namens Fortuna. Zowel Tijjani Noslin (Fortuna) als Mees Hoedemakers (N.E.C.) ontvingen een directe rode kaart.
- Op 20 december won N.E.C. in de derde ronde van de beker met 6-1 van GVVV. Doelpunten werden gemaakt door Rober González (2x), Magnus Mattsson, Elayis Tavşan, Dirk Proper en Koki Ogawa. Namens GVVV scoorde Byron Burgering.
- Op 28 december ontbond N.E.C. het huurcontract van Alexis Tibidi, die tot op dat moment nog geen minuten had gemaakt voor N.E.C. door een blessure.

#### Januari
- Op 3 januari werd bekend dat Selim Can Sönmez, die twee weken eerder zijn debuut maakte voor N.E.C. in de bekerwedstrijd met GVVV de rest van het seizoen verhuurd werd aan TOP Oss.
- Op 5 januari won N.E.C. op trainingskamp in Zuid-Spanje een oefenwedstrijd van Fortuna Düsseldorf met 2-0. Magnus Mattsson en Kodai Sano waren trefzeker.
- Op 10 januari huurde N.E.C. voor de rest van het seizoen Yvandro Borges Sanches van Borussia Mönchengladbach.
- Op 14 januari speelde N.E.C. met 2-2 gelijk tegen Feyenoord, dat op 2-0 voorkwam via Javairo Dilrosun en Santiago Gimenez. Namens N.E.C. scoorden Dirk Proper en Magnus Mattsson.
- Op 17 januari won N.E.C. in de achtste finale van de KNVB Beker met 2-1 van Go Ahead Eagles. Koki Ogawa en Sai van Wermeskerken scoorden namens N.E.C. Robin Roefs maakte een ongelukkige eigen goal.
- Op 20 januari won N.E.C. met 1-0 van FC Twente door een vrije trap van Calvin Verdonk. Max Bruns kreeg na 50 minuten een directe rode kaart.
- Op 21 januari werd bekend dat Sai van Wermeskerken van een clausule in zijn contract gebruik had gemaakt om de overstap te maken naar J1 League-club Kawasaki Frontale
- Op 23 januari werd bekend dat Elayis Tavşan per direct zou vertrekken naar Hellas Verona.
- Op 25 januari maakte N.E.C. bekend dat Tjaronn Chery voor de rest van het seizoen op huurbasis overkwam van Maccabi Haifa.
- Op 28 januari speelde N.E.C. met 2-2 gelijk tegen Go Ahead Eagles. Magnus Mattsson en Tjaronn Chery scoorden namens N.E.C.

#### Februari
- Op 1 februari werd Magnus Mattsson voor vijf miljoen euro verkocht aan FC Kopenhagen. Diezelfde dag maakte het bekend dat het Sami Ouaissa van Roda JC. Hij zou wel het seizoen op huurbasis in Kerkrade afmaken. In de laatste uurtjes van deadlineday nam N.E.C. Sylla Sow nog over van Go Ahead Eagles.
- Op 3 februari won N.E.C. met 3-1 van Heracles Almelo, dat voorkwam via een doelpunt van Jizz Hornkamp. Namens N.E.C. scoorden Koki Ogawa (2x) en Tjaronn Chery.
- Op 6 februari won N.E.C. de kwartfinale met 3-0 van ADO Den Haag. Koki Ogawa, Dirk Proper en Tjaronn Chery waren trefzeker.
- Op 9 februari verloor N.E.C. met 2-0 van RKC Waalwijk door twee goals van David Min.
- Op 18 februari speelde N.E.C. met 2-2 gelijk tegen AFC Ajax. Brian Brobbey en Carlos Forbs scoorden namens Ajax, Rober González en Jorrel Hato (eigen goal) namens N.E.C.
- Op 24 februari won N.E.C. met 2-0 van Sparta Rotterdam door goals van Dirk Proper en Calvin Verdonk.
- Op 27 februari won N.E.C. in de halve finale van de beker met 2-1 van SC Cambuur, dat op voorsprong kwam via Roberts Uldriķis. Koki Ogawa en Kodai Sano scoorden namens N.E.C.

#### Maart
- Op 1 maart won N.E.C. met 5-2 van FC Volendam, door doelpunten van Sontje Hansen, Kodai Sano, Sylla Sow, Rober González en Lars Olden Larsen. Namens Volendam scoorden Vivaldo Semedo en Zach Booth.
- Op 10 maart won N.E.C. met 2-0 van SC Heerenveen door goals van Koki Ogawa en Rober González.
- Op 17 maart verloor N.E.C. met 0-1 van FC Utrecht door een doelpunt van Sam Lammers.
- Op 21 maart kondigde N.E.C. aan dat het de opties tot koop op Koki Ogawa en Brayann Pereira heeft ingezet en de spits een contract tot de zomer van 2027 heeft aangeboden. Ook lichtte N.E.C. de optie in het contract van Calvin Verdonk.
- Op 30 maart won N.E.C. met 3-1 van koploper PSV, dat tot dan toe nog ongeslagen was in de competitie. N.E.C. kwam op achterstand door een goal van Johan Bakayoko, maar won dankzij goals van Lasse Schöne, Kodai Sano en Sylla Sow.

#### April
- Op 2 april speelde N.E.C. met 1-1 gelijk tegen Fortuna Sittard door goals van Rober González en Kaj Sierhuis.
- Op 7 april won N.E.C. met 0-3 van Vitesse door goals van Sontje Hansen (2x) en Mees Hoedemakers.
- Op 14 april speelde N.E.C. met 2-2 gelijk tegen PEC Zwolle. Koki Ogawa scoorde beide Nijmeegse goals, namens PEC scoorden Thomas Lam en Odysseus Velanas.
- Op 21 april verloor N.E.C. de bekerfinale met 1-0 van Feyenoord door een doelpunt van Igor Paixão.
- Op 28 april verloor N.E.C. met 3-0 van AZ door doelpunten van Dani de Wit, Vangelis Pavlidis en Ernest Poku.

#### Mei
- Op 6 mei won N.E.C. met 0-3 van Excelsior door goals van Tjaronn Chery (tweemaal) en Rober González.
- Op 12 mei verloor N.E.C. met 2-3 van Feyenoord. Doelpuntenmakers bij N.E.C. waren Kodai Sano en Sontje Hansen, bij Feyenoord Calvin Stengs, Yankuba Minteh en Ayase Ueda.
- Op 19 mei won N.E.C. met 4-1 van Almere City, dat op voorsprong kwam via Rajiv van La Parra. N.E.C. scoorde via Kodai Sano, Dirk Proper, Koki Ogawa en Tjaronn Chery.
- Op 23 mei verloor N.E.C. in de eerste ronde van de play-offs om Europees voetbal van Go Ahead Eagles. Kodai Sano scoorde namens N.E.C., maar Go Ahead won dankzij goals van Finn Stokkers en Philippe Rommens.

## Selectie 2023/24
| Nr.                                                | Nat.                                   | Naam                   | Leeftijd | Duels N.E.C. | Duels N.E.C. | Hele carrière | Hele carrière | Contract tot | Seizoen bij NEC |         |         |         |
| Nr.                                                | Nat.                                   | Naam                   | Leeftijd | W            |              | W             |               | Contract tot | Seizoen bij NEC |         |         |         |
| Keepers                                            | Keepers                                | Keepers                | Keepers  | Keepers      | Keepers      | Keepers       | Keepers       | Keepers      | Keepers         | Keepers | Keepers | Keepers |
| -------------------------------------------------- | -------------------------------------- | ---------------------- | -------- | ------------ | ------------ | ------------- | ------------- | ------------ | --------------- | ------- | ------- | ------- |
| 1                                                  | Vlag van Nederland                     | Jasper Cillessen       | 34 jaar  | 100          | 0            | 336           | 0             | 2025         | 4e              |         |         |         |
| 22                                                 | Vlag van Nederland                     | Robin Roefs            | 20 jaar  | 9            | 0            | 9             | 0             | 2028         | 3e              |         |         |         |
| 31                                                 | Vlag van Nederland                     | Rijk Janse             | 20 jaar  | 0            | 0            | 0             | 0             | 2025         | 2e              |         |         |         |
| Verdedigers                                        |                                        |                        |          |              |              |               |               |              |                 |         |         |         |
| 2                                                  | Vlag van Frankrijk                     | Brayann Pereira        | 20 jaar  | 17           | 0            | 50            | 0             | 2027         | 1e              |         |         |         |
| 3                                                  | Vlag van Nederland                     | Philippe Sandler       | 26 jaar  | 51           | 1            | 99            | 2             | 2025         | 2e              |         |         |         |
| 4                                                  | Vlag van Denemarken                    | Mathias Ross           | 22 jaar  | 25           | 2            | 131           | 9             | 2024         | 1e              |         |         |         |
| 5                                                  | Vlag van Nederland                     | Youri Baas             | 20 jaar  | 30           | 3            | 140           | 7             | 2024         | 1e              |         |         |         |
| 15                                                 | Vlag van Japan                         | Sai van Wermeskerken   | 29 jaar  | 6            | 1            | 227           | 5             | 2024         | 1e              |         |         |         |
| 17                                                 | Vlag van Nederland                     | Bram Nuytinck          | 33 jaar  | 112          | 2            | 431           | 15            | 2026         | 5e              |         |         |         |
| 24                                                 | Vlag van Nederland                     | Calvin Verdonk         | 26 jaar  | 125          | 7            | 202           | 9             | 2025         | 4e              |         |         |         |
| 28                                                 | Vlag van Nederland                     | Bart van Rooij         | 22 jaar  | 168          | 7            | 168           | 7             | 2025         | 5e              |         |         |         |
| Middenvelders                                      |                                        |                        |          |              |              |               |               |              |                 |         |         |         |
| 6                                                  | Vlag van Nederland                     | Mees Hoedemakers       | 25 jaar  | 36           | 2            | 227           | 15            | 2027         | 1e              |         |         |         |
| 8                                                  | Vlag van Denemarken                    | Magnus Mattsson        | 24 jaar  | 78           | 21           | 146           | 52            | 2024         | 3e              |         |         |         |
| 9                                                  | Vlag van Suriname · Vlag van Nederland | Tjaronn Chery          | 35 jaar  | 18           | 6            | 597           | 138           | 2024         | 1e              |         |         |         |
| 11                                                 | Vlag van Spanje                        | Rober González         | 22 jaar  | 36           | 10           | 220           | 55            | 2024         | 1e              |         |         |         |
| 20                                                 | Vlag van Denemarken                    | Lasse Schöne           | 37 jaar  | 222          | 37           | 624           | 121           | 2025         | 7e              |         |         |         |
| 23                                                 | Vlag van Japan                         | Kodai Sano             | 19 jaar  | 31           | 6            | 81            | 11            | 2028         | 1e              |         |         |         |
| 32                                                 | Vlag van Nederland                     | Nils Rossen            | 18 jaar  | 4            | 0            | 4             | 0             | 2024         | 2e              |         |         |         |
| 71                                                 | Vlag van Nederland                     | Dirk Proper            | 21 jaar  | 135          | 10           | 135           | 10            | 2025         | 5e              |         |         |         |
| -                                                  | Vlag van Nederland                     | Sami Ouaissa           | 19 jaar  | 0            | 0            | 43            | 4             | 2028         | 1e              |         |         |         |
| Aanvallers                                         |                                        |                        |          |              |              |               |               |              |                 |         |         |         |
| 7                                                  | Vlag van Nederland · Vlag van Turkije  | Elayis Tavşan          | 22 jaar  | 118          | 25           | 157           | 38            | 2024         | 4e              |         |         |         |
| 9                                                  | Vlag van Portugal                      | Pedro Marques          | 25 jaar  | 36           | 8            | 144           | 50            | 2025         | 2e              |         |         |         |
| 10                                                 | Vlag van Nederland                     | Sontje Hansen          | 21 jaar  | 38           | 6            | 124           | 19            | 2027         | 1e              |         |         |         |
| 12                                                 | Vlag van Nederland                     | Bas Dost               | 34 jaar  | 8            | 3            | 542           | 269           | 2024         | 1e              |         |         |         |
| 14                                                 | Vlag van Noorwegen                     | Lars Olden Larsen      | 24 jaar  | 23           | 1            | 184           | 39            | 2027         | 1e              |         |         |         |
| 18                                                 | Vlag van Japan                         | Koki Ogawa             | 25 jaar  | 37           | 15           | 212           | 75            | 2027         | 1e              |         |         |         |
| 19                                                 | Vlag van Nederland                     | Sylla Sow              | 27 jaar  | 19           | 2            | 251           | 50            | 2024         | 1e              |         |         |         |
| 25                                                 | Vlag van Frankrijk                     | Alexis Tibidi          | 19 jaar  | 0            | 0            | 34            | 5             | 2024         | 1e              |         |         |         |
| 27                                                 | Vlag van Luxemburg                     | Yvandro Borges Sanches | 19 jaar  | 11           | 0            | 11            | 0             | 2024         | 1e              |         |         |         |
| * Tabel voor het laatst bijgewerkt op 23 mei 2024. |                                        |                        |          |              |              |               |               |              |                 |         |         |         |

### Legenda
| # | Reden                                          |
| - | ---------------------------------------------- |
|   | Heeft de club in het lopende seizoen verlaten. |
|   | Heeft de club op huurbasis verlaten.           |

## Transfers

### Aangetrokken
| Nat.                | Nr. | Naam                   | Van                 | Type                  | Tot  | Transfersom | Periode     |
| ------------------- | --- | ---------------------- | ------------------- | --------------------- | ---- | ----------- | ----------- |
| Vlag van Nederland  | 6   | Mees Hoedemakers       | SC Cambuur          | Transfervrij          | 2027 | n.v.t.      | Zomer       |
| Vlag van Nederland  | 10  | Sontje Hansen          | AFC Ajax            | Transfervrij          | 2027 | n.v.t.      | Zomer       |
| Vlag van Noorwegen  | 14  | Lars Olden Larsen      | Nizjni Novgorod     | Transfer              | 2027 | n.n.b.      | Zomer       |
| Vlag van Nederland  | 17  | Bram Nuytinck          | UC Sampdoria        | Transfervrij          | 2026 | n.v.t.      | Zomer       |
| Vlag van Nederland  | 5   | Youri Baas             | AFC Ajax            | Huur                  | 2024 | n.v.t.      | Zomer       |
| Vlag van Japan      | 18  | Koki Ogawa             | Yokohama FC         | Huur (optie tot koop) | 2024 | n.v.t.      | Zomer       |
| Vlag van Spanje     | 11  | Rober González         | Real Betis Sevilla  | Huur (optie tot koop) | 2024 | n.v.t.      | Zomer       |
| Vlag van Denemarken | 4   | Mathias Ross           | Galatasaray         | Huur                  | 2024 | n.v.t.      | Zomer       |
| Vlag van Frankrijk  | 2   | Brayann Pereira        | AJ Auxerre          | Huur (optie tot koop) | 2024 | n.v.t.      | Zomer       |
| Vlag van Japan      | 23  | Kodai Sano             | Fagiano Okayama     | Transfer              | 2028 | n.n.b.      | Zomer       |
| Vlag van Nederland  | 12  | Bas Dost               | FC Utrecht          | Transfervrij          | 2024 | n.v.t.      | Zomer       |
| Vlag van Frankrijk  | 25  | Alexis Tibidi          | Troyes AC           | Huur                  | 2024 | n.v.t.      | Zomer       |
| Vlag van Japan      | 15  | Sai van Wermeskerken   | SC Cambuur          | Transfervrij          | 2024 | n.v.t.      | Tussentijds |
| Vlag van Luxemburg  | 27  | Yvandro Borges Sanches | Borussia M'gladbach | Huur                  | 2024 | n.v.t.      | Winter      |
| Vlag van Nederland  | 9   | Tjaronn Chery          | Maccabi Haifa       | Huur                  | 2024 | n.v.t.      | Winter      |
| Vlag van Nederland  | –   | Sami Ouaissa           | Roda JC             | Transfer              | 2028 | €1.000.000  | Winter      |
| Vlag van Nederland  | 19  | Sylla Sow              | Go Ahead Eagles     | Transfer              | 2024 | n.n.b.      | Winter      |

### Vertrokken
| Nat.                | Nr. | Naam                 | Wedst | Goals | Naar              | Type                       | Som        | Periode |
| ------------------- | --- | -------------------- | ----- | ----- | ----------------- | -------------------------- | ---------- | ------- |
| Vlag van Nederland  | 1   | Mattijs Branderhorst | 106   | 0     | FC Utrecht        | Transfervrij               | n.v.t.     | Zomer   |
| Vlag van Nederland  | 2   | Ilias Bronkhorst     | 21    | 0     | FC Dordrecht      | Transfervrij               | n.v.t.     | Zomer   |
| Vlag van Spanje     | 4   | Iván Márquez         | 67    | 3     | FC Nürnberg       | Transfervrij               | n.v.t.     | Zomer   |
| Vlag van Nederland  | 5   | Joris Kramer         | 24    | 0     | Go Ahead Eagles   | Transfer                   | n.n.b.     | Zomer   |
| Vlag van Nederland  | 6   | Jordy Bruijn         | 107   | 25    | Safa SC           | Transfervrij               | n.v.t.     | Zomer   |
| Vlag van IJsland    | 8   | Andri Baldursson     | 12    | 0     | Bologna FC        | Einde huur                 | n.v.t.     | Zomer   |
| Vlag van Portugal   | 9   | Pedro Marques        | 36    | 8     | Apollon Limassol  | Huur                       | n.v.t.     | Zomer   |
| Vlag van Marokko    | 14  | Oussama Tannane      | 28    | 7     | Umm Salal SC      | Transfer                   | n.n.b.     | Zomer   |
| Vlag van Marokko    | 16  | Souffian El Karouani | 114   | 6     | FC Utrecht        | Transfervrij               | n.v.t.     | Zomer   |
| Vlag van België     | 18  | Mathias De Wolf      | 16    | 0     | OH Leuven -23     | Transfervrij               | n.v.t.     | Zomer   |
| Vlag van België     | 19  | Landry Dimata        | 32    | 10    | Espanyol          | Einde huur                 | n.v.t.     | Zomer   |
| Vlag van Nederland  | 21  | Ibrahim Cissoko      | 31    | 3     | Toulouse FC       | Transfer                   | €3.000.000 | Zomer   |
| Vlag van Nederland  | 34  | Terry Lartey Sanniez | 61    | 1     | Nog niet bekend   | Transfervrij               | n.v.t.     | Zomer   |
| Vlag van Nederland  | 77  | Anthony Musaba       | 49    | 11    | AS Monaco         | Einde huur                 | n.v.t.     | Zomer   |
| Vlag van Nederland  | 30  | Guus Gertsen         | 0     | 0     | TOP Oss           | Verhuurd                   | n.v.t.     | Zomer   |
| Vlag van Nederland  | –   | Joep van der Sluijs  | 21    | 2     | Feyenoord -21     | Transfervrij, was verhuurd | n.v.t.     | Zomer   |
| Vlag van België     | –   | Thibo Baeten         | 11    | 1     | Beerschot         | Transfer, werd al verhuurd | n.n.b.     | Zomer   |
| Vlag van Frankrijk  | 25  | Alexis Tibidi        | 0     | 0     | Troyes AC         | Huur ontbonden             | n.v.t.     | Winter  |
| Vlag van Japan      | 15  | Sai van Wermeskerken | 6     | 1     | Kawasaki Frontale | Transfervrij               | n.v.t.     | Winter  |
| Vlag van Nederland  | –   | Luc Netten           | 1     | 0     | Feyenoord -21     | Transfer                   | n.n.b.     | Winter  |
| Vlag van Japan      | 7   | Elayis Tavşan        | 118   | 25    | Hellas Verona     | Transfer                   | €500.000   | Winter  |
| Vlag van Denemarken | 8   | Magnus Mattsson      | 78    | 21    | FC Kopenhagen     | Transfer                   | €5.000.000 | Winter  |
| Vlag van Nederland  | –   | Sami Ouaissa         | 0     | 0     | Roda JC           | Huur                       | n.v.t.     | Winter  |

## Technische staf
| Naam               | Functie                   |
| ------------------ | ------------------------- |
| Rogier Meijer      | Hoofdtrainer              |
| Ron de Groot       | Assistent-trainer         |
| Stefan Maletić     | Assistent-trainer         |
| Patrick Greveraars | Assistent-trainer         |
| Mark Otten         | Assistent-trainer         |
| Marco van Duin     | Keeperstrainer            |
| Muslu Nalbantoğlu  | Teammanager               |
| Jeroen Mooren      | Clubarts                  |
| Han Tijshen        | Hoofd medische zaken      |
| Robin Huntjens     | Manager Data en Innovatie |
| Nick Segers        | Performance manager       |
| Reinier Looij      | Fysiotherapeut            |
| Wouter van Ewijk   | Fysiotherapeut            |
| Tjeerd Miltenburg  | Sportmasseur              |
| Niek Hoogveld      | Voedingsdeskundige        |
| Dave Kelders       | Materiaalman              |

## Oefenwedstrijden
| Datum            | Tijdstip | Thuis           | Uitslag | Uit                | Doelpuntenmakers                                                                                            | Bijzonderheden                                                                                        | Locatie                            | Opstelling N.E.C. |
| ---------------- | -------- | --------------- | ------- | ------------------ | --- | --- | ---------------------------------- | --- |
| 8 juli 2023      | 18:00    | DIO '30         | 0 – 15  | N.E.C.             | Pedro Marques (4x), Koki Ogawa (3x), Magnus Mattsson (3x), Mees Hoedemakers (3x), Sontje Hansen, Youri Baas | Hoedemakers, Hansen, Ogawa en Baas maakten hun debuut, jeugdspelers Maas, Netten en Sönmez deden mee. | Sportpark de Gelenberg, Druten     | Roefs; Van Rooij (55' Somnez), Maas (30' Netten), Nuytinck (46' Rossen), Verdonk (55' Maas); Schöne (46' Mattsson), Mattsson (30' Hoedemakers), Rossen (30' Proper); Hansen (46' Marques), Marques (30' Ogawa), Sönmez (30' Baas)              |
| 15 juli 2023     | 13:30    | RKC Waalwijk    | 0 – 1   | N.E.C.             | Bram Nuytinck                                                                                               | Larsen maakte zijn debuut, jeugdspeler Maas deed mee.                                                 | Mandemakers Stadion, Waalwijk      | Cillessen; Van Rooij, Maas (12' Verdonk), Nuytinck (60' Maas), Baas; Schöne (60' Rossen), Ogawa (36' Larsen), Rossen (12' Proper); Hansen (46' Tavsan), Marques, Mattsson.                                                                     |
| 22 juli 2023     | 14:00    | N.E.C.          | 4 – 0   | Altrincham         | Dirk Proper, Magnus Mattsson, Pedro Marques, eigen goal                                                     | Gonzalez maakte zijn debuut, jeugdspeler Maas deed mee.                                               | Sportpark De Kamp, Weurt           | Roefs; Van Rooij, Verdonk (75' Maas), Nuytinck, Baas; Schöne (60' Rossen), Mattsson, Proper; Tavsan (60' Gonzalez), Marques, Larsen (46' Hansen).                                                                                              |
| 28 juli 2023     | 18:00    | N.E.C.          | 3 – 1   | Al-Taawoun         | Magnus Mattsson, Dirk Proper, Daan Maas                                                                     | Ross maakte zijn debuut, jeugdspelers Maasen en Netten deden mee.                                     | Goffertstadion, Nijmegen           | Cillessen; Van Rooij, Ross (46′ Maas), Nuytinck (46′ Baas), Verdonk; Proper (46′ Gonzalez), Mattsson, Schöne (75′ Netten); Hansen (46′ Tavsan), Marques, Olden Larsen (60′ Rossen).                                                            |
| 4 augustus 2023  | 18:00    | N.E.C.          | 3 – 1   | Venezia            | Magnus Mattsson (2x), Koki Ogawa                                                                            | | Goffertstadion, Nijmegen           | Cillessen; Van Rooij, Ross (46′ Baas), Nuytinck, Verdonk; Schöne, Mattsson, Hoedemakers (46′ Gonzalez); Hansen (61′ Tavsan), Ogawa (46′ Marques), Olden Larsen (78′ Rossen).                                                                   |
| 7 september 2023 | 15:00    | N.E.C.          | 3 – 0   | ADO Den Haag       | Lasse Schöne, Kodai Sano, Pedro Marques                                                                     | Sano maakte zijn debuut, jeugdspelers Netten, Cox, Maas, Gertsen en Rossen deden mee.                 | Goffertstadion, Nijmegen           | Roefs; Netten (65. Cox), Maas (65. Gertsen), Ross, Verdonk; Schöne (46. Rossen), Gonzalez, Mattsson; Sano, Dost (46. Ogawa), Olden Larsen (46. Marques)                                                                                        |
| 12 oktober 2023  | 15:00    | N.E.C.          | 1 – 2   | FC Utrecht         | Bas Dost | Jeugdspelers Arts, Netten, Sönmez, Maas en De Wit deden mee.                                          | Goffertstadion, Nijmegen           | Roefs (61′ Janse); Van Rooij (78′ Arts), Sandler (61′ Netten), Ross, Verdonk; González (82′ Sönmez), Hoedemakers (82′ Maas), Mattsson, Sano; Dost (61′ De Wit), Ogawa.                                                                         |
| 16 november 2023 | 12:30    | Heracles Almelo | 0 – 0   | N.E.C.             | | Jeugdspelers Netten en Sönmez deden mee.                                                              | Erve Asito, Almelo                 | Roefs; Van Wermeskerken, Sandler (46' Ross), Verdonk (61' Netten), Baas (61.' Van Rooij); Hoedemakers, González, Sano; Tavsan (46' Can Sönmez), Ogawa (61' Mattsson), Olden Larsen                                                             |
| 5 januari 2024   | 15:00    | N.E.C.          | 2 – 0   | Fortuna Düsseldorf | Magnus Mattsson, Kodai Sano                                                                                 | | Estadio José Burgos Quintana, Coín | Cillessen (46′ Roefs); Van Rooij (46′ Pereira), Ross (66′ Van Rooij), Nuytinck (46′ Sandler), Baas (46′ Verdonk); Hoedemakers, Mattsson (66′ Sano), Proper (66′ Baas), Olden Larsen (46′ Tavsan), Ogawa (66′ Olden Larsen), Sano (46′ Hansen). |

## Eredivisie
| | |               | | |
| Speelronde 1 13 augustus 2023, 12:15 uur | N.E.C. | 3 – 4 (2 – 1) | Excelsior | : Lasse Schöne |
| Goffertstadion, Nijmegen Toeschouwers: 12.207 Scheidsrechter: Allard Lindhout | Youri Baas 36' Sontje Hansen 44' Koki Ogawa 60' Pedro Marques 83'                                                                                  |               | '12 Nikolas Agrafiotis '53 Casper Widell '73 Richie Omorowa '84 Serano Seymor '90+8 Youri Baas '90+9 Oscar Uddenäs                                             | Basisopstelling NEC: Jasper Cillessen; Bart van Rooij, Calvin Verdonk, Bram Nuytinck, Youri Baas; Lasse Schöne, Magnus Mattsson, Mees Hoedemakers 64' ( Rober González); Sontje Hansen 54' ( Elayis Tavşan, 85' ( Brayann Pereira), Koki Ogawa 65' ( Pedro Marques), Lars Olden Larsen. Reservebank: Rijk Janse, Robin Roefs, Daan Maas, Nils Rossen, Mathias Ross, Selim Can Sönmez.            |
| Afwezig: Dirk Proper (schorsing), Philippe Sandler (). | |               | | |
| | |               | | |
| Speelronde 2 18 augustus 2023, 20:00 uur | Heracles Almelo | 2 – 1 (0 – 1) | N.E.C. | : Lasse Schöne |
| Erve Asito, Almelo Toeschouwers: 12.080 Scheidsrechter: Erwin Blank | Thomas Bruns 32' Emil Hansson 61' Anas Ouahim 74' Mario Engels 90+5'                                                                               |               | '24 Koki Ogawa '27 Youri Baas '90+5 Pedro Marques | Basisopstelling NEC: Jasper Cillessen; Bart van Rooij 65' ( Brayann Pereira), Calvin Verdonk, Bram Nuytinck, Youri Baas; Lasse Schöne, Magnus Mattsson, Dirk Proper; Sontje Hansen 65' ( Mees Hoedemakers), Koki Ogawa, Lars Olden Larsen 79' ( Pedro Marques). Reservebank: Rijk Janse, Robin Roefs, Daan Maas, Nils Rossen, Mathias Ross, Selim Can Sönmez, Rober González.                    |
| Afwezig: Philippe Sandler (), Elayis Tavşan (). | |               | | |
| | |               | | |
| Speelronde 3 26 augustus 2023, 16:30 uur | N.E.C. | 3 – 0 (1 – 0) | RKC Waalwijk | : Bram Nuytinck |
| Goffertstadion, Nijmegen Toeschouwers: 12.319 Scheidsrechter: Jochem Kamphuis | Mees Hoedemakers 16' Magnus Mattsson 23' Magnus Mattsson 90' Rober González 90+4'                                                                  |               | '60 David Min '90+1 Yassin Oukili | Basisopstelling NEC: Jasper Cillessen; Brayann Pereira 85' ( Pedro Marques), Mathias Ross, Bram Nuytinck, Calvin Verdonk; Mees Hoedemakers, Magnus Mattsson, Dirk Proper; Sontje Hansen 75' ( Rober González), Koki Ogawa 75' ( Bas Dost), Lars Olden Larsen 68' ( Youri Baas). Reservebank: Rijk Janse, Robin Roefs, Luc Netten, Daan Maas, Nils Rossen, Selim Can Sönmez,                      |
| Afwezig: Philippe Sandler (), Elayis Tavşan (), Lasse Schöne (), Bart van Rooij (). | |               | | |
| | |               | | |
| Speelronde 4 1 september 2023, 20:00 uur | Sparta Rotterdam | 1 – 1 (0 – 0) | N.E.C. | : Bram Nuytinck |
| Het Kasteel, Rotterdam Toeschouwers: Scheidsrechter: Serdar Gözübüyük | Arno Verschueren 16' Joshua Kitolano 81' |               | '8 Bram Nuytinck '56 Dirk Proper '57 Sontje Hansen '65 Youri Baas '67 Luc Netten '70 Rober González                                                            | Basisopstelling NEC: Jasper Cillessen; Brayann Pereira 45' ( Sontje Hansen), Philippe Sandler 63' ( Luc Netten), Bram Nuytinck 46' ( Mathias Ross), Calvin Verdonk; Rober González, Magnus Mattsson, Dirk Proper; Lars Olden Larsen 76' ( Nils Rossen), Koki Ogawa 75' ( Bas Dost), Youri Baas. Reservebank: Rijk Janse, Robin Roefs, Pedro Marques, Daan Maas, Selim Can Sönmez.                |
| Afwezig: Mees Hoedemakers (), Elayis Tavşan (), Lasse Schöne (), Bart van Rooij (). | |               | | |
| | |               | | |
| Speelronde 5 16 september 2023, 20:00 uur | PSV | 4 – 0 (4 – 0) | N.E.C. | : Lasse Schöne |
| Philipsstadion, Eindhoven Toeschouwers: 34.200 Scheidsrechter: Joey Kooij | Luuk de Jong 33' Luuk de Jong 37' Noa Lang 38' Luuk de Jong 49' Ricardo Pepi 87'                                                                   |               | '26 Brayann Pereira '62 Mathias Ross '87 Bas Dost | Basisopstelling NEC: Jasper Cillessen; Brayann Pereira 36' ( Bart van Rooij), Mathias Ross, Calvin Verdonk, Youri Baas; Lasse Schöne 72' ( Mees Hoedemakers), Magnus Mattsson, Dirk Proper; Rober González 59' ( Kodai Sano), Koki Ogawa 72' ( Bas Dost), Sontje Hansen 59' ( Lars Olden Larsen). Reservebank: Rijk Janse, Robin Roefs, Luc Netten, Nils Rossen.                                 |
| Afwezig: Elayis Tavşan (), Philippe Sandler (), Bram Nuytinck (), Alexis Tibidi () | |               | | |
| | |               | | |
| Speelronde 6 23 september 2023, 18:45 uur | N.E.C. | 3 – 0 (2 – 0) | FC Utrecht | : Lasse Schöne |
| Goffertstadion, Nijmegen Toeschouwers: 12.500 Scheidsrechter: Dennis Higler | Calvin Verdonk 17' Dirk Proper 31' Magnus Mattsson 34' Bas Dost 52'                                                                                |               | '44 Victor Jensen '58 Mark van der Maarel | Basisopstelling NEC: Jasper Cillessen 31' ( Robin Roefs); Bart van Rooij, Philippe Sandler 72' ( Mathias Ross), Bram Nuytinck, Calvin Verdonk; Lasse Schöne, Magnus Mattsson, Dirk Proper; Rober González 72' ( Mees Hoedemakers), Bas Dost 66' ( Koki Ogawa), Sontje Hansen 66' ( Youri Baas). Reservebank: Rijk Janse, Luc Netten, Kodai Sano, Nils Rossen.                                    |
| Afwezig: Elayis Tavşan (), Brayann Pereira (), Lars Olden Larsen (), Alexis Tibidi () | |               | | |
| | |               | | |
| Speelronde 7 1 oktober 2023, 12:15 uur | N.E.C. | 1 – 3 (1 – 1) | Vitesse | : Lasse Schöne |
| Goffertstadion, Nijmegen Toeschouwers: 12.500 Scheidsrechter: Sander van der Eijk | Magnus Mattsson 26' Bart van Rooij 45+2' Calvin Verdonk 53'                                                                                        |               | '6 Marco van Ginkel '18 Melle Meulensteen '25 Marco van Ginkel '30 Ramon Hendriks '65 Saïd Hamulic '69 Kacper Kozłowski '89 Dominik Oroz '90+3 Million Manhoef | Basisopstelling NEC: Robin Roefs; Bart van Rooij, Philippe Sandler 72' ( Mathias Ross), Bram Nuytinck, Calvin Verdonk; Lasse Schöne, Magnus Mattsson, Dirk Proper; Rober González 73' ( Mees Hoedemakers), Bas Dost 81' ( Koki Ogawa), Sontje Hansen 59' ( Kodai Sano). Reservebank: Rijk Janse, Luc Netten, Nils Rossen, Lars Olden Larsen                                                      |
| Afwezig: Elayis Tavşan (), Jasper Cillessen (), Brayann Pereira (), Youri Baas (), Alexis Tibidi (). | |               | | |
| | |               | | |
| Speelronde 8 7 oktober 2023, 16:30 uur | SC Heerenveen | 1 – 1 (1 – 1) | N.E.C. | : Lasse Schöne |
| Abe Lenstrastadion, Heerenveen Toeschouwers: 20.600 Scheidsrechter: Marc Nagtegaal | Patrik Wålemark 6' Mats Köhlert 16' |               | '45+2 Bas Dost | Basisopstelling NEC: Robin Roefs; Bart van Rooij, Philippe Sandler 75' ( Mathias Ross), Bram Nuytinck, Calvin Verdonk; Lasse Schöne 75' ( Mees Hoedemakers), Magnus Mattsson, Dirk Proper; Rober González 67' ( Lars Olden Larsen), Bas Dost, Sontje Hansen 87' ( Kodai Sano). Reservebank: Rijk Janse, Luc Netten, Nils Rossen, Koki Ogawa                                                      |
| Afwezig: Elayis Tavşan (), Jasper Cillessen (), Brayann Pereira (), Youri Baas (), Alexis Tibidi () | |               | | |
| | |               | | |
| Speelronde 9 21 oktober 2023, 21:00 uur | N.E.C. | 1 – 1 (0 – 1) | Almere City | : Lasse Schöne |
| Goffertstadion, Nijmegen Toeschouwers: 12.500 Scheidsrechter: Danny Makkelie | Bart van Rooij 26' Magnus Mattsson 16' Bart van Rooij 73'                                                                                          |               | '20 Peer Koopmeiners '35 Yann Kitala '90+2 Kornelius Hansen | Basisopstelling NEC: Robin Roefs; Bart van Rooij, Mathias Ross, Bram Nuytinck, Calvin Verdonk 76' ( Youri Baas); Lasse Schöne 67' ( Koki Ogawa), Magnus Mattsson, Dirk Proper; Rober González 57' ( Elayis Tavşan), Bas Dost, Sontje Hansen 76' ( D'Leanu Arts). Reservebank: Rijk Janse, Jasper Cillessen, Luc Netten, Mees Hoedemakers, Kodai Sano, Lars Olden Larsen.                         |
| Afwezig: Philippe Sandler (), Brayann Pereira (), Alexis Tibidi () | |               | | |
| | |               | | |
| Speelronde 10 29 oktober 2023, 16:45 uur | AZ | 1 – 2 (0 – 2) | N.E.C. | : Dirk Proper |
| AFAS Stadion, Alkmaar Toeschouwers: 18.773 Scheidsrechter: Jeroen Manschot | Vangelis Pavlidis 57' |               | '11 Bas Dost '31 Magnus Mattsson '55 Sai van Wermeskerken | Basisopstelling NEC: Jasper Cillessen; Sai van Wermeskerken 87' ( D'Leanu Arts, 90' ( Philippe Sandler), Mathias Ross, Calvin Verdonk, Youri Baas; Mees Hoedemakers, Magnus Mattsson, Dirk Proper; Lars Olden Larsen 63' ( Elayis Tavşan), Bas Dost 90' ( Kodai Sano), Sontje Hansen 76' ( Lasse Schöne, 90' ( Bram Nuytinck). Reservebank: Rijk Janse, Robin Roefs, Luc Netten, Rober González. |
| Afwezig: Brayann Pereira (), Alexis Tibidi (), Koki Ogawa (), Bart van Rooij (schorsing). | |               | | |
| Bijzonderheden: De wedstrijd is net voor het ingaan van de blessuretijd gestaakt vanwege het plotseling neergaan van Bas Dost. Hij is behandeld op het veld en stak een duim op vanuit de brancard. Spelers waren daarna te emotioneel om verder te voetballen. De laatste vijf minuten worden later gespeeld. Op 6 december is de blessuretijd uitgespeeld. NEC mocht de spelers die in de tussentijd geblesseerd waren geraakt (naast Dost waren dat Schöne en Arts) vervangen. Er werd niet meer gescoord. | |               | | |
| | |               | | |
| Speelronde 11 5 november 2023, 14:30 uur | N.E.C. | 3 – 3 (1 – 1) | FC Volendam | : Bram Nuytinck |
| Goffertstadion, Nijmegen Toeschouwers: 12.500 Scheidsrechter: Jochem Kamphuis | Koki Ogawa 6' Elayis Tavşan 8' Elayis Tavşan 38' Magnus Mattsson 41' Lasse Schöne 86' Magnus Mattsson 90+1' Koki Ogawa 90+8'                       |               | '34 Robert Mühren '78 Milan de Haan '87 Calvin Twigt '90 Mio Backhaus '90+6 Calvin Twigt                                                                       | Basisopstelling NEC: Jasper Cillessen; Bart van Rooij, Mathias Ross 83' ( Sontje Hansen), Bram Nuytinck, Calvin Verdonk; Mees Hoedemakers 61' ( Lasse Schöne), Magnus Mattsson, Dirk Proper 83' ( Rober González); Elayis Tavşan, Koki Ogawa, Lars Olden Larsen 61' ( Youri Baas). Reservebank: Rijk Janse, Robin Roefs, Sai van Wermeskerken, Kodai Sano.                                       |
| Afwezig: Philippe Sandler (), Brayann Pereira (), Alexis Tibidi (), Bas Dost (hartproblemen). | |               | | |
| | |               | | |
| Speelronde 12 12 november 2023, 14:30 uur | FC Twente | 3 – 3 (1 – 0) | N.E.C. | : Lasse Schöne |
| De Grolsch Veste, Enschede Toeschouwers: 30.000 Scheidsrechter: Joey Kooij | Sem Steijn 43' Sem Steijn 76' Manfred Ugalde 87' Manfred Ugalde 90+5'                                                                              |               | '47 Mathias Ross '56 Bart van Rooij '65 Youri Baas '84 Dirk Proper '86 Koki Ogawa '90+5 Mathias Ross                                                           | Basisopstelling NEC: Jasper Cillessen; Bart van Rooij, Mathias Ross, Bram Nuytinck, Calvin Verdonk; Lasse Schöne, Magnus Mattsson, Dirk Proper; Sontje Hansen 73' ( Lars Olden Larsen), Koki Ogawa 88' ( Mees Hoedemakers), Youri Baas 75' ( Sai van Wermeskerken). Reservebank: Rijk Janse, Robin Roefs, Rober González, Kodai Sano.                                                            |
| Afwezig: Philippe Sandler (), Brayann Pereira (), Alexis Tibidi (), Bas Dost (hartproblemen), Elayis Tavşan (schorsing) | |               | | |
| | |               | | |
| Speelronde 13 26 november 2023, 14:30 uur | N.E.C. | 1 – 1 (0 – 0) | Go Ahead Eagles | : Lasse Schöne |
| Goffertstadion, Nijmegen Toeschouwers: 12.500 Scheidsrechter: Robin Hensgens | Mathias Ross 89' |               | '69 Jakob Breum '75 Sylla Sow '89 Sylla Sow '90+2 Enric Llansana                                                                                               | Basisopstelling NEC: Jasper Cillessen; Bart van Rooij, Philippe Sandler 83' ( Mathias Ross), Bram Nuytinck, Calvin Verdonk; Lasse Schöne 83' ( Mees Hoedemakers), Magnus Mattsson, Dirk Proper; Sontje Hansen 89' ( Rober González), Koki Ogawa, Youri Baas 72' ( Elayis Tavşan). Reservebank: Rijk Janse, Robin Roefs, Sai van Wermeskerken, Lars Olden Larsen, Kodai Sano.                     |
| Afwezig: Brayann Pereira (), Alexis Tibidi (), Bas Dost (hartproblemen), | |               | | |
| | |               | | |
| Speelronde 14 3 december 2023, 14:30 uur | N.E.C. | 1 – 2 (0 – 0) | Ajax | : Lasse Schöne |
| Goffertstadion, Nijmegen Toeschouwers: 12.500 Scheidsrechter: Marc Nagtegaal | Elayis Tavşan 90' |               | '57 Kristian Hlynsson '88 Carlos Forbs | Basisopstelling NEC: Jasper Cillessen; Bart van Rooij, Philippe Sandler, Bram Nuytinck 85' ( Lars Olden Larsen), Calvin Verdonk; Lasse Schöne, Magnus Mattsson, Dirk Proper; Sontje Hansen 64' ( Elayis Tavşan), Koki Ogawa, Youri Baas 64' ( Rober González). Reservebank: Rijk Janse, Robin Roefs, Sai van Wermeskerken, Mathias Ross, Mees Hoedemakers, Kodai Sano.                           |
| Afwezig: Brayann Pereira (), Alexis Tibidi (), Bas Dost (hartproblemen). | |               | | |
| | |               | | |
| Speelronde 15 9 december 2023, 20:00 uur | PEC Zwolle | 1 – 3 (0 – 1) | N.E.C. | : Bram Nuytinck |
| MAC³PARK stadion, Zwolle Toeschouwers: 13.324 Scheidsrechter: Pol van Boekel | Younes Namli 75' Davy van den Berg 90' |               | '43 Elayis Tavşan '46 Bart van Rooij '90+1 Youri Baas | Basisopstelling NEC: Jasper Cillessen; Bart van Rooij, Philippe Sandler, Bram Nuytinck, Calvin Verdonk; Mees Hoedemakers 76' ( Lasse Schöne), Magnus Mattsson, Dirk Proper; Elayis Tavşan 87' ( Kodai Sano), Koki Ogawa 76' ( Rober González, 90+1' ( Mathias Ross), Sontje Hansen 76' ( Youri Baas). Reservebank: Rijk Janse, Robin Roefs, Sai van Wermeskerken, Lars Olden Larsen.             |
| Afwezig: Brayann Pereira (), Alexis Tibidi (), Bas Dost (hartproblemen). | |               | | |
| | |               | | |
| Speelronde 16 15 december 2023, 20:00 uur | N.E.C. | 4 – 1 (2 – 0) | Fortuna Sittard | : Bram Nuytinck |
| Goffertstadion, Nijmegen Toeschouwers: 12.500 Scheidsrechter: Edwin van de Graaf | Dirk Proper 16' Magnus Mattsson 33' Elayis Tavşan 42' Koki Ogawa 45+1' Mees Hoedemakers 50' Magnus Mattsson 70' Sontje Hansen 75' Lasse Schöne 86' |               | '24 Tijjani Noslin '53 Rodrigo Guth '69 Kaj Sierhuis '83 Ivo Pinto                                                                                             | Basisopstelling NEC: Jasper Cillessen; Bart van Rooij, Philippe Sandler 67' ( Mathias Ross), Bram Nuytinck, Calvin Verdonk; Mees Hoedemakers, Magnus Mattsson, Dirk Proper; Elayis Tavşan 79' ( Lasse Schöne), Koki Ogawa 85' ( Rober González, Sontje Hansen 85' ( Kodai Sano). Reservebank: Rijk Janse, Robin Roefs, Sai van Wermeskerken, Youri Baas, Lars Olden Larsen.                      |
| Afwezig: Brayann Pereira (), Alexis Tibidi (), Bas Dost (hartproblemen). | |               | | |
| | |               | | |
| Speelronde 17 14 januari 2024, 16:45 uur | Feyenoord | 2 – 2 (2 – 1) | N.E.C. | : Bram Nuytinck |
| De Kuip, Rotterdam Toeschouwers: 47.500 Scheidsrechter: Sander van der Eijk | Javairo Dilrosun 17' Quinten Timber 27' Santiago Giménez 28' Mats Wieffer 75'                                                                      |               | '24 Bart van Rooij '45+1 Dirk Proper '53 Magnus Mattsson '90+1 Calvin Verdonk                                                                                  | Basisopstelling NEC: Jasper Cillessen; Bart van Rooij 29' ( Sai van Wermeskerken), Philippe Sandler, Bram Nuytinck, Calvin Verdonk; Rober González 67' ( Kodai Sano), Magnus Mattsson, Dirk Proper; Sontje Hansen 85' ( Mathias Ross), Koki Ogawa, Youri Baas 78' ( Yvandro Borges Sanches). Reservebank: Rijk Janse, Robin Roefs, Lars Olden Larsen.                                            |
| Afwezig: Brayann Pereira (), Bas Dost (hartproblemen), Lasse Schöne (), Elayis Tavşan (transferperikelen), Mees Hoedemakers (schorsing). | |               | | |
| | |               | | |
| Speelronde 18 20 januari 2024, 16:30 uur | N.E.C. | 1 – 0 (0 – 0) | FC Twente | : Bram Nuytinck |
| Goffertstadion, Nijmegen Toeschouwers: 12.500 Scheidsrechter: Martin van den Kerkhof | Calvin Verdonk 49' |               | '53 Max Bruns '69 Alec Van Hoorenbeeck | Basisopstelling NEC: Jasper Cillessen; Bart van Rooij, Philippe Sandler, Bram Nuytinck, Calvin Verdonk; Mees Hoedemakers 80' ( Rober González), Magnus Mattsson, Dirk Proper; Sontje Hansen 80' ( Yvandro Borges Sanches), Koki Ogawa, Kodai Sano. Reservebank: Rijk Janse, Robin Roefs, D'Leanu Arts, Mathias Ross, Sai van Wermeskerken, Lars Olden Larsen                                     |
| Afwezig: Brayann Pereira (), Bas Dost (hartproblemen), Lasse Schöne (), Elayis Tavşan (transferperikelen), Youri Baas (), | |               | | |
| | |               | | |
| Speelronde 19 28januari 2024, 14:30 uur | Go Ahead Eagles | 2 – 2 (0 – 1) | N.E.C. | : Bram Nuytinck |
| De Adelaarshorst, Deventer Toeschouwers: Scheidsrechter: Ingmar Oostrom | Joris Kramer 41' Bas Kuipers 49' Bas Kuipers 74' Victor Edvardsen 88'                                                                              |               | '34 Calvin Verdonk '45 Bart van Rooij '45+4 Magnus Mattsson '80 Jasper Cillessen '83 Tjaronn Chery '90+5 Philippe Sandler                                      | Basisopstelling NEC: Jasper Cillessen; Bart van Rooij, Philippe Sandler, Bram Nuytinck, Calvin Verdonk; Mees Hoedemakers, Magnus Mattsson, Dirk Proper; Sontje Hansen 70' ( Tjaronn Chery), Koki Ogawa, Kodai Sano. Reservebank: Rijk Janse, Robin Roefs, D'Leanu Arts, Mathias Ross, Rober González, Lars Olden Larsen, Yvandro Borges Sanches.                                                 |
| Afwezig: Brayann Pereira (), Bas Dost (hartproblemen), Lasse Schöne (), Youri Baas (). | |               | | |
| | |               | | |
| Speelronde 20 3 februari 2024, 21:00 uur | N.E.C. | 3 – 1 (0 – 1) | Heracles Almelo | : Bram Nuytinck |
| Goffertstadion, Nijmegen Toeschouwers: 12.500 Scheidsrechter: Marc Nagtegaal | Sylla Sow 48' Koki Ogawa 51' Koki Ogawa 59' Tjaronn Chery 66'                                                                                      |               | '3 Jizz Hornkamp '50 Sven Sonnenberg | Basisopstelling NEC: Jasper Cillessen; Bart van Rooij, Philippe Sandler, Bram Nuytinck, Calvin Verdonk; Mees Hoedemakers 80' ( Yvandro Borges Sanches), Tjaronn Chery 89' ( Rober González), Dirk Proper; Sontje Hansen 85' ( Lars Olden Larsen), Koki Ogawa 85' ( Sylla Sow), Kodai Sano. Reservebank: Rijk Janse, Robin Roefs, D'Leanu Arts, Mathias Ross,                                     |
| Afwezig: Brayann Pereira (), Bas Dost (hartproblemen), Lasse Schöne (), Youri Baas (). | |               | | |
| | |               | | |
| Speelronde 21 9 februari 2024, 20:00 uur | RKC Waalwijk | 2 – 0 (2 – 0) | N.E.C. | : Bram Nuytinck |
| Mandemakers Stadion, Waalwijk Toeschouwers: Scheidsrechter: Jeroen Manschot | David Min 7' David Min 22' Aaron Meijers 51' Julian Lelieveld 90+3'                                                                                |               | '63 Bram Nuytinck '67 Philippe Sandler '77 Dirk Proper | Basisopstelling NEC: Jasper Cillessen; Bart van Rooij, Philippe Sandler, Bram Nuytinck, Calvin Verdonk 83' ( Youri Baas); Mees Hoedemakers 46' ( Rober González), Tjaronn Chery, Dirk Proper; Sontje Hansen 46' ( Sylla Sow), Koki Ogawa, Kodai Sano 79' ( Yvandro Borges Sanches). Reservebank: Rijk Janse, Robin Roefs, Mathias Ross, Brayann Pereira, Lars Olden Larsen.                      |
| Afwezig: Bas Dost (hartproblemen), Lasse Schöne () | |               | | |
| | |               | | |
| Speelronde 22 18 februari 2024,14:30 uur | AFC Ajax | 2 – 2 (1 – 0) | N.E.C. | : Dirk Proper |
| Johan Cruijff Arena, Amsterdam Toeschouwers: 53.521 Scheidsrechter: Bas Nijhuis | Brian Brobbey 7' Brian Brobbey 67' Carlos Forbs 79' Kristian Hlynsson 87'                                                                          |               | '61 Jorrel Hato '90+4 Rober González | Basisopstelling NEC: Jasper Cillessen; Bart van Rooij 85' ( Sylla Sow), Philippe Sandler, Calvin Verdonk, Youri Baas 76' ( Brayann Pereira); Mees Hoedemakers 76' ( Lasse Schöne), Tjaronn Chery, Dirk Proper 85' ( Rober González); Sontje Hansen 76' ( Lars Olden Larsen), Koki Ogawa, Kodai Sano. Reservebank: Rijk Janse, Robin Roefs, D'Leanu Arts, Yvandro Borges Sanches.                 |
| Afwezig: Bas Dost (hartproblemen), Bram Nuytinck (), Mathias Ross (). | |               | | |
| | |               | | |
| Speelronde 23 24 februari 2024, 21:00 uur | N.E.C. | 2 – 0 (2 – 0) | Sparta Rotterdam | : Dirk Proper |
| Goffertstadion, Nijmegen Toeschouwers: 12.500 Scheidsrechter: Dennis Higler | Dirk Proper 32' Calvin Verdonk 36' Sontje Hansen 82'                                                                                               |               | '44 Bart Vriends '45 Joshua Kitolano '76 Djevencio van der Kust '90 Hamza El Dahri                                                                             | Basisopstelling NEC: Jasper Cillessen; Bart van Rooij, Philippe Sandler 74' ( Bram Nuytinck), Calvin Verdonk, Youri Baas; Mees Hoedemakers, Tjaronn Chery, Dirk Proper 74' ( Lasse Schöne); Rober González 61' ( Sontje Hansen), Koki Ogawa 73' ( Sylla Sow), Kodai Sano 86' ( Lars Olden Larsen). Reservebank: Rijk Janse, Robin Roefs, Brayann Pereira, Yvandro Borges Sanches.                |
| Afwezig: Bas Dost (hartproblemen), Mathias Ross (). | |               | | |
| | |               | | |
| Speelronde 24 1 maart 2024, 20:00 uur | FC Volendam | 2 – 5 (0 – 3) | N.E.C. | : Lasse Schöne |
| Kras Stadion, Volendam Toeschouwers: Scheidsrechter: Martijn Vos | Vivaldo Semedo 49' Zach Booth 86' Karim Safouane 89' Josh Flint 90+2'                                                                              |               | '11 Sontje Hansen '31 Kodai Sano '41 Sylla Sow '61 Youri Baas '78 Rober González '90 Lars Olden Larsen '90+1 Rober González                                    | Basisopstelling NEC: Jasper Cillessen; Bart van Rooij, Philippe Sandler, Calvin Verdonk, Youri Baas; Mees Hoedemakers, Kodai Sano 73' ( Rober González), Lasse Schöne 80' ( Brayann Pereira); Sontje Hansen 67' ( Tjaronn Chery), Sylla Sow 67' ( Koki Ogawa), Yvandro Borges Sanches 73' ( Lars Olden Larsen). Reservebank: Rijk Janse, Robin Roefs, D'Leanu Arts, Nils Rossen                  |
| Afwezig: Bas Dost (hartproblemen), Mathias Ross (), Bram Nuytinck (), Dirk Proper (). | |               | | |
| | |               | | |
| Speelronde 25 10 maart 2024, 16:45 uur | N.E.C. | 2 – 0 (0 – 0) | SC Heerenveen | : Bram Nuytinck |
| Goffertstadion, Nijmegen Toeschouwers: 12.500 Scheidsrechter: Joey Kooij | Koki Ogawa 67' Rober González 68' |               | | Basisopstelling NEC: Jasper Cillessen; Bart van Rooij, Philippe Sandler, Bram Nuytinck, Youri Baas; Mees Hoedemakers, Tjaronn Chery 50' ( Lasse Schöne), Kodai Sano; Rober González 88' ( Calvin Verdonk), Koki Ogawa 82' ( Sylla Sow), Sontje Hansen 50' ( Yvandro Borges Sanches). Reservebank: Rijk Janse, Robin Roefs, Brayann Pereira, Mathias Ross, Nils Rossen, Lars Olden Larsen         |
| Afwezig: Bas Dost (hartproblemen), Dirk Proper (). | |               | | |
| | |               | | |
| Speelronde 26 17 maart, 14:30 uur | FC Utrecht | 1 – 0 (0 – 0) | N.E.C. | : Lasse Schöne |
| De Galgenwaard, Utrecht Toeschouwers: 21.147 Scheidsrechter: Danny Makkelie | Can Bozdoğan 42' Sam Lammers 61' Mike van der Hoorn 90+1'                                                                                          |               | '19 Bram Nuytinck | Basisopstelling NEC: Jasper Cillessen; Bart van Rooij, Philippe Sandler, Bram Nuytinck, Calvin Verdonk 85' ( Youri Baas); Mees Hoedemakers, Kodai Sano, Lasse Schöne 78' ( Sylla Sow); Rober González 85' ( Lars Olden Larsen), Koki Ogawa, Sontje Hansen 72' ( Yvandro Borges Sanches). Reservebank: Rijk Janse, Robin Roefs, Brayann Pereira, Mathias Ross, Nils Rossen,                       |
| Afwezig: Bas Dost (hartproblemen), Dirk Proper (), Tjaronn Chery (). | |               | | |
| | |               | | |
| Speelronde 27 30 maart 2024, 16:30 uur | N.E.C. | 3 – 1 (1 – 1) | PSV | : Lasse Schöne |
| Goffertstadion, Nijmegen Toeschouwers: 12.500 Scheidsrechter: Bas Nijhuis | Lasse Schöne 43' Kodai Sano 49' Sylla Sow 63' |               | '10 André Ramalho '20 Johan Bakayoko '42 Joey Veerman | Basisopstelling NEC: Jasper Cillessen; Bart van Rooij 53' ( Brayann Pereira), Philippe Sandler, Bram Nuytinck, Calvin Verdonk; Mees Hoedemakers, Kodai Sano, Lasse Schöne 62' ( Lars Olden Larsen); Rober González 90+2' ( Mathias Ross), Sylla Sow, Youri Baas. Reservebank: Rijk Janse, Robin Roefs, Nils Rossen, Sontje Hansen, Yvandro Borges Sanches.                                       |
| Afwezig: Bas Dost (hartproblemen), Dirk Proper (), Tjaronn Chery (), Koki Ogawa (ziek). | |               | | |
| | |               | | |
| Speelronde 28 2 april 2024, 21:00 uur | Fortuna Sittard | 1 – 1 (0 – 0) | N.E.C. | : Bram Nuytinck |
| Fortuna Sittard Stadion, Sittard Toeschouwers: 9.304 Scheidsrechter: Richard Martens | Oğuzhan Özyakup 37' Kaj Sierhuis 61' Dimitris Siovas 90'                                                                                           |               | '59 Rober González '87 Calvin Verdonk | Basisopstelling NEC: Jasper Cillessen; Brayann Pereira 46' ( Sontje Hansen, 76' ( Lars Olden Larsen)), Philippe Sandler, Bram Nuytinck, Youri Baas; Mees Hoedemakers, Tjaronn Chery 46' ( Yvandro Borges Sanches, 83' ( Nils Rossen)); Rober González, Koki Ogawa 76' ( Sylla Sow), Youri Baas. Reservebank: Robin Roefs, Rijk Janse, Mathias Ross.                                              |
| Afwezig: Bas Dost (hartproblemen), Dirk Proper (), Lasse Schöne (), Bart van Rooij (). | |               | | |
| | |               | | |
| Speelronde 29 7 april 2024, 12:15 uur | Vitesse | 0 – 3 (0 – 0) | N.E.C. | : Bram Nuytinck |
| GelreDome, Arnhem Toeschouwers: Scheidsrechter: | Paxten Aaronson 31' Dominik Oroz 85' |               | '46 Youri Baas '54 Kodai Sano '65 Mees Hoedemakers '80 Sontje Hansen '80 Sontje Hansen '90+1 Sontje Hansen '90+3 D'Leanu Arts                                  | Basisopstelling NEC: Jasper Cillessen; Brayann Pereira 82' ( D'Leanu Arts), Philippe Sandler, Bram Nuytinck 46' ( Mathias Ross), Youri Baas; Mees Hoedemakers, Tjaronn Chery, Kodai Sano; Rober González, Koki Ogawa 75' ( Sylla Sow), Lars Olden Larsen 61' ( Sontje Hansen) Reservebank: Robin Roefs, Rijk Janse, Thomas Reinders, Nils Rossen                                                 |
| Afwezig: Bas Dost (hartproblemen), Dirk Proper (), Lasse Schöne (), Bart van Rooij (), Yvandro Borges Sanches (), Calvin Verdonk (schorsing). | |               | | |
| | |               | | |
| Speelronde 30 14 april 2024, 20:00 uur | N.E.C. | 2 – 2 (0 – 1) | PEC Zwolle | : Bram Nuytinck |
| Goffertstadion, Nijmegen Toeschouwers: 12.500 Scheidsrechter: Dennis Higler | Mees Hoedemakers 27' Koki Ogawa 47' Koki Ogawa 53' Philippe Sandler 86'                                                                            |               | '10 Thomas Lam '36 Odysseus Velanas '38 Anselmo Mac Nulty '68 Odysseus Velanas '90+1 Lennart Czyborra '90+3 Anouar El Azzouzi                                  | Basisopstelling NEC: Jasper Cillessen; Brayann Pereira, Philippe Sandler, Bram Nuytinck, Calvin Verdonk; Mees Hoedemakers 81' ( Sylla Sow), Tjaronn Chery, Dirk Proper 32' ( Rober González); Sontje Hansen 64' ( Youri Baas), Koki Ogawa, Kodai Sano. Reservebank: Robin Roefs, Rijk Janse, D'Leanu Arts, Mathias Ross, Nils Rossen, Lars Olden Larsen.                                         |
| Afwezig: Bas Dost (hartproblemen), Lasse Schöne (), Bart van Rooij (), Yvandro Borges Sanches (). | |               | | |
| | |               | | |
| Speelronde 31 28 april 2024, 12:15 uur | N.E.C. | 0 – 3 (0 – 1) | AZ | : Bram Nuytinck |
| Goffertstadion, Nijmegen Toeschouwers: 12.500 Scheidsrechter: Martin van den Kerkhof | Dirk Proper 66' Kodai Sano 90+2' |               | '16 Dani de Wit '34 Dani de Wit '49 Vangelis Pavlidis '58 Vangelis Pavlidis '74 Yukinari Sugawara '87 Mees de Wit '90+4 Ernest Poku                            | Basisopstelling NEC: Jasper Cillessen; Brayann Pereira 55' ( Sontje Hansen), Philippe Sandler 24' ( Mathias Ross), Bram Nuytinck, Calvin Verdonk; Dirk Proper, Tjaronn Chery, Mees Hoedemakers; Rober González 67' ( Sylla Sow), Koki Ogawa, Kodai Sano). Reservebank: Robin Roefs, Rijk Janse, D'Leanu Arts, Youri Baas, Lasse Schöne, Nils Rossen, Lars Olden Larsen.                          |
| Afwezig: Bas Dost (hartproblemen), Bart van Rooij (), Yvandro Borges Sanches (). | |               | | |
| | |               | | |
| Speelronde 32 6 mei 2024, 20:00 uur | Excelsior | 0 – 3 (0 – 0) | N.E.C. | : Bram Nuytinck |
| Van Donge & De Roo Stadion, Rotterdam Toeschouwers: Scheidsrechter: Bas Nijhuis | Lance Duijvestijn 23' Siebe Horemans 72' |               | '60 Tjaronn Chery '64 Mathias Ross '64 Tjaronn Chery '78 Kodai Sano '90 Rober González                                                                         | Basisopstelling NEC: Robin Roefs; Brayann Pereira 80' ( Sontje Hansen), Mathias Ross, Bram Nuytinck, Calvin Verdonk; Mees Hoedemakers 86' ( Lasse Schöne), Tjaronn Chery, Dirk Proper; Kodai Sano 86' ( Rober González, Sylla Sow 72' ( Koki Ogawa), Youri Baas. Reservebank: Rijk Janse, D'Leanu Arts, Nils Rossen, Lars Olden Larsen.                                                          |
| Afwezig: Bas Dost (hartproblemen), Bart van Rooij (), Yvandro Borges Sanches (), Philippe Sandler (), Jasper Cillessen (ziek). | |               | | |
| | |               | | |
| Speelronde 33 12 mei 2024, 16:45 uur | N.E.C. | 2 – 3 (0 – 1) | Feyenoord | : Bram Nuytinck |
| Goffertstadion, Nijmegen Toeschouwers: Scheidsrechter: | Kodai Sano 47' Bram Nuytinck 49' Sontje Hansen 80'                                                                                                 |               | '33 Marcos López '45 Calvin Stengs '57 Yankuba Minteh '87 Ayase Ueda '90+3 Alireza Jahanbakhsh '90+3 Leo Sauer                                                 | Basisopstelling NEC: Jasper Cillessen; Brayann Pereira, Mathias Ross 79' ( Sontje Hansen, Bram Nuytinck, Calvin Verdonk; Dirk Proper 71' ( Koki Ogawa), Kodai Sano, Mees Hoedemakers 79' ( Lasse Schöne); Tjaronn Chery, Sylla Sow 51' ( Youri Baas), Rober González. Reservebank: Robin Roefs, Rijk Janse, D'Leanu Arts, Nils Rossen, Lars Olden Larsen.                                        |
| Afwezig: Bas Dost (hartproblemen), Bart van Rooij (), Yvandro Borges Sanches (), Philippe Sandler (). | |               | | |
| | |               | | |
| Speelronde 34 19 mei 2024, 14:30 uur | Almere City | 1 – 4 (1 – 2) | N.E.C. | : Dirk Proper |
| Yanmar Stadion, Almere Toeschouwers: 4.222 Scheidsrechter: Edwin van de Graaf | Raji van la Parra 19' Stije Resink 21' |               | '32 Kodai Sano '45+1 Dirk Proper '63 Koki Ogawa '80 Tjaronn Chery                                                                                              | Basisopstelling NEC: Jasper Cillessen; Brayann Pereira, Mathias Ross, Calvin Verdonk, Youri Baas; Dirk Proper 71' ( Lasse Schöne), Kodai Sano, Mees Hoedemakers 83' ( Nils Rossen); Tjaronn Chery, Koki Ogawa 83' ( Lars Olden Larsen), Sontje Hansen 46' ( Sylla Sow). Reservebank: Robin Roefs, D'Leanu Arts, Kas de Wit.                                                                      |
| Afwezig: Bas Dost (hartproblemen), Bart van Rooij (), Yvandro Borges Sanches (), Philippe Sandler (), Rober González (), Rijk Janse (), Bram Nuytinck (schorsing). | |               | | |
| | |               | | |

## KNVB Beker
| | |               | | |
| Tweede ronde 2 november 2023, 21:00 uur | N.E.C.                                                                                              | 5 – 3 (3 – 3) | Roda JC | : Lasse Schöne |
| Goffertstadion, Nijmegen Toeschouwers:11.547 Scheidsrechter: Allard Lindhout                                                                                        | Rober González 9' Magnus Mattsson 22' Bart van Rooij 24' Rober González 80' Mees Hoedemakers 86'    |               | '7 Sami Ouaissa '34 Fabio Sposito '37 Sami Ouaissa '42 Matisse Didden '45+1 Brian Koglin '90+2 Walid Ould-Chikh | Basisopstelling NEC: Robin Roefs; Bart van Rooij, Mathias Ross, Calvin Verdonk, Sai van Wermeskerken; Lasse Schöne, Magnus Mattsson, Dirk Proper 90+2' ( Nils Rossen); Elayis Tavşan 46' ( Kodai Sano), Rober González, Lars Olden Larsen 85' ( Mees Hoedemakers). Reservebank: Jasper Cillessen, Rijk Janse, D'Leanu Arts, Selim Can Sönmez.                                                     |
| Afwezig: Philippe Sandler (), Bram Nuytinck (ziek), Youri Baas (), Brayann Pereira (), Koki Ogawa (), Bas Dost (hartproblemen), Alexis Tibidi (), Sontje Hansen (). | |               | | |
| Derde ronde 20 december 2023, 20:00 uur | GVVV                                                                                                | 1 – 6 (0 – 5) | N.E.C. | : Dirk Proper |
| Sportpark Panhuis, Veenendaal Toeschouwers: ? Scheidsrechter: Jesse Rozendal                                                                                        | Mitch Willems 8' Mart de Jong 12' Byron Burgering 64'                                               |               | '3 Rober González '11 Dirk Proper '27 Rober González '38 Elayis Tavşan '42 Magnus Mattsson '60 Koki Ogawa       | Basisopstelling NEC: Robin Roefs; Bart van Rooij 88' ( D'Leanu Arts), Mathias Ross, Calvin Verdonk, Sai van Wermeskerken; Rober González 46' ( Lars Olden Larsen), Magnus Mattsson, Dirk Proper; Elayis Tavşan 88' ( Selim Can Sönmez), Koki Ogawa 78' ( Sontje Hansen), Kodai Sano. Reservebank: Jasper Cillessen, Rijk Janse, Brayann Pereira, Luc Netten, Daan Maas.                           |
| Afwezig: Philippe Sandler (), Bram Nuytinck (ziek), Youri Baas (ziek), Bas Dost (hartproblemen), Alexis Tibidi (), Lasse Schöne (), Mees Hoedemakers (schorsing).   | |               | | |
| Achtste finale 17 januari 2024, 18:45 uur | N.E.C.                                                                                              | 2 – 1 (1 – 0) | Go Ahead Eagles                                                                                                 | : Bram Nuytinck |
| Goffertstadion, Nijmegen Toeschouwers: 10.824 Scheidsrechter: Bas Nijhuis                                                                                           | Koki Ogawa 35' Sai van Wermeskerken 72'                                                             |               | '60 Bas Kuipers '61 Enric Llansana '88 Robin Roefs                                                              | Basisopstelling NEC: Robin Roefs; Sai van Wermeskerken, Bram Nuytinck, Philippe Sandler, Calvin Verdonk; Mees Hoedemakers 85' ( Rober González), Magnus Mattsson, Dirk Proper; Sontje Hansen 63' ( Yvandro Borges Sanches), Koki Ogawa, Kodai Sano 90+1' ( Mathias Ross). Reservebank: Jasper Cillessen, Rijk Janse, D'Leanu Arts, Lars Olden Larsen.                                             |
| Afwezig: Youri Baas (), Bas Dost (hartproblemen), Lasse Schöne (), Bart van Rooij (), Elayis Tavşan (transferperikelen), Brayann Pereira ().                        | |               | | |
| Kwartfinale 6 februari 2024, 20:00 uur | N.E.C.                                                                                              | 3 – 0 (1 – 0) | ADO Den Haag | : Bram Nuytinck |
| Goffertstadion, Nijmegen Toeschouwers: 10.561 Scheidsrechter: Pol van Boekel                                                                                        | Koki Ogawa 2' Sontje Hansen 38' Dirk Proper 61' Tjaronn Chery 67'                                   |               | '74 Justin Che                                                                                                  | Basisopstelling NEC: Robin Roefs; Bart van Rooij, Philippe Sandler 77' ( Mathias Ross), Bram Nuytinck, Calvin Verdonk; Mees Hoedemakers 59' ( Rober González), Tjaronn Chery 77' ( Lars Olden Larsen), Dirk Proper; Sontje Hansen 71' ( Yvandro Borges Sanches), Koki Ogawa 59' ( Sylla Sow), Kodai Sano. Reservebank: Jasper Cillessen, Rijk Janse, D'Leanu Arts, Youri Baas, Brayann Pereira    |
| Afwezig: Bas Dost (hartproblemen), Lasse Schöne () | |               | | |
| Halve finale 27 februari 2024, 20:00 uur | SC Cambuur                                                                                          | 1 – 2 (1 – 0) | N.E.C. | : Bram Nuytinck |
| Cambuur Stadion, Leeuwarden Toeschouwers: 10.000 Scheidsrechter: Sander van der Eijk                                                                                | Roberts Uldriķis 24' Michael Breij 87' Jeremy van Mullem 98' Vincent Pichel 110' Sekou Sylla 120+2' |               | '60 Koki Ogawa '99 Kodai Sano                                                                                   | Basisopstelling NEC: Jasper Cillessen; Bart van Rooij, Philippe Sandler, Bram Nuytinck 102' ( Sylla Sow), Calvin Verdonk; Mees Hoedemakers 91' ( Lasse Schöne), Tjaronn Chery, Kodai Sano; Rober González 91' ( Yvandro Borges Sanches), Koki Ogawa, Sontje Hansen 71' ( Youri Baas). Reservebank: Robin Roefs, Rijk Janse, D'Leanu Arts, Brayann Pereira, Nils Rossen, Lars Olden Larsen.        |
| Afwezig: Bas Dost (hartproblemen), Dirk Proper () | |               | | |
| Finale 21 april 2024, 18:00 uur | Feyenoord                                                                                           | 1 – 0 (0 – 0) | N.E.C. | : Bram Nuytinck |
| De Kuip, Rotterdam Toeschouwers: 42.140 Scheidsrechter: Serdar Gözübüyük                                                                                            | Igor Paixão 59' Yankuba Minteh 71' Yankuba Minteh 72'                                               |               | '67 Calvin Verdonk '68 Sontje Hansen                                                                            | Basisopstelling NEC: Jasper Cillessen; Bart van Rooij 90+4 ( Brayann Pereira), Philippe Sandler, Bram Nuytinck, Calvin Verdonk; Mees Hoedemakers 66' ( Rober González), Tjaronn Chery, Dirk Proper; Kodai Sano 87' ( Lasse Schöne), Koki Ogawa 66' ( Sylla Sow), Youri Baas 66' ( Sontje Hansen Reservebank: Robin Roefs, Rijk Janse, D'Leanu Arts, Mathias Ross, Nils Rossen, Lars Olden Larsen. |
| Afwezig: Bas Dost (hartproblemen), Yvandro Borges Sanches () | |               | | |

## Play-offs om Europees voetbal
| |                                                    |               |                                                             | |
| Eerste ronde 23 mei 2024, 18:45 uur                                                                                     | N.E.C.                                             | 1 – 2 (0 – 0) | Go Ahead Eagles                                             | : Bram Nuytinck |
| Goffertstadion, Nijmegen Toeschouwers: 12.103 Scheidsrechter: Bas Nijhuis                                               | Kodai Sano 57' Lasse Schöne 90+3' Kodai Sano 90+3' |               | '63 Victor Edvardsen '67 Finn Stokkers '86 Philippe Rommens | Basisopstelling NEC: Jasper Cillessen; Philippe Sandler 86' ( Lars Olden Larsen), Mathias Ross, Bram Nuytinck, Calvin Verdonk; Mees Hoedemakers 86' ( Lasse Schöne), Kodai Sano, Dirk Proper; Tjaronn Chery, Koki Ogawa 73' ( Sylla Sow), Rober González 73' ( Youri Baas. Reservebank: Robin Roefs, Rijk Janse, D'Leanu Arts, Kas de Wit, Nils Rossen. |
| Afwezig: Bas Dost (hartproblemen), Bart van Rooij (), Yvandro Borges Sanches (), Philippe Sandler (), Sontje Hansen (). |                                                    |               |                                                             | |

## Clubstatistieken

### Stand, punten en doelpunten per speelronde
| Speelronde              | 1             | 2             | 3             | 4             | 5             | 6             | 7             | 8             | 9             | 10            | 11            | 12            | 13            | 14            | 15            | 16            | 17            | 18            | 19            | 20            | 21            | 22            | 23            | 24            | 25            | 26            | 27            | 28            | 29            | 30            | 31            | 32            | 33            | 34            |
| ----------------------- | ------------- | ------------- | ------------- | ------------- | ------------- | ------------- | ------------- | ------------- | ------------- | ------------- | ------------- | ------------- | ------------- | ------------- | ------------- | ------------- | ------------- | ------------- | ------------- | ------------- | ------------- | ------------- | ------------- | ------------- | ------------- | ------------- | ------------- | ------------- | ------------- | ------------- | ------------- | ------------- | ------------- | ------------- |
| Trainer                 | Rogier Meijer | Rogier Meijer | Rogier Meijer | Rogier Meijer | Rogier Meijer | Rogier Meijer | Rogier Meijer | Rogier Meijer | Rogier Meijer | Rogier Meijer | Rogier Meijer | Rogier Meijer | Rogier Meijer | Rogier Meijer | Rogier Meijer | Rogier Meijer | Rogier Meijer | Rogier Meijer | Rogier Meijer | Rogier Meijer | Rogier Meijer | Rogier Meijer | Rogier Meijer | Rogier Meijer | Rogier Meijer | Rogier Meijer | Rogier Meijer | Rogier Meijer | Rogier Meijer | Rogier Meijer | Rogier Meijer | Rogier Meijer | Rogier Meijer | Rogier Meijer |
| Punten per speelronde   | 0             | 0             | 3             | 1             | 0             | 3             | 0             | 1             | 1             | 3             | 1             | 1             | 1             | 0             | 3             | 3             | 1             | 3             | 1             | 3             | 0             | 1             | 3             | 3             | 3             | 0             | 3             | 1             | 3             | 1             | 0             | 3             | 0             | 3             |
| Punten na speelronde    | 0             | 0             | 3             | 4             | 4             | 7             | 7             | 8             | 9             | 12            | 13            | 14            | 15            | 15            | 18            | 21            | 22            | 25            | 26            | 29            | 29            | 30            | 33            | 36            | 39            | 39            | 42            | 43            | 46            | 47            | 47            | 50            | 50            | 53            |
| Stand na speelronde     | 11e           | 13e           | 11e           | 13e           | 13e           | 11e           | 11e           | 10e           | 11e           | 8e            | 10e           | 9e            | 9e            | 12e           | 10e           | 8e            | 8e            | 7e            | 7e            | 7e            | 7e            | 7e            | 7e            | 7e            | 6e            | 6e            | 6e            | 6e            | 5e            | 6e            | 6e            | 6e            | 6e            | 6e            |
| Goals per speelronde    | 3             | 1             | 3             | 1             | 0             | 3             | 1             | 1             | 1             | 2             | 3             | 3             | 1             | 1             | 3             | 4             | 2             | 1             | 2             | 3             | 0             | 2             | 2             | 5             | 2             | 0             | 3             | 1             | 3             | 2             | 0             | 3             | 2             | 4             |
| Goals na speelronde     | 3             | 4             | 7             | 8             | 8             | 11            | 12            | 13            | 14            | 16            | 19            | 22            | 23            | 24            | 27            | 31            | 33            | 34            | 36            | 39            | 39            | 41            | 43            | 48            | 50            | 50            | 53            | 54            | 57            | 59            | 59            | 62            | 64            | 68            |
| Doelsaldo na speelronde | -1            | -2            | +1            | +1            | -3            | +0            | -2            | -2            | -2            | -1            | -1            | -1            | -1            | -2            | +0            | +3            | +3            | +4            | +4            | +6            | +4            | +4            | +6            | +9            | +11           | +10           | +12           | +12           | +15           | +15           | +12           | +15           | +14           | +17           |

### Thuis/uit-verhouding
|               | AJA | ALM | AZ  | EXC | FEY | FOR | GAE | HEE | HER | PEC | PSV | RKC | SPA | TWE | UTR | VIT | VOL | Gem.      | Totaal |
| ------------- | --- | --- | --- | --- | --- | --- | --- | --- | --- | --- | --- | --- | --- | --- | --- | --- | --- | --------- | ------ |
| Uitslag thuis | 1-2 | 1-1 | 0-3 | 3-4 | 2-3 | 4-1 | 1-1 | 2-0 | 3-1 | 2-2 | 3-1 | 3-0 | 2-0 | 1-0 | 3-0 | 1-3 | 3-3 | 2,06-1,47 | 35-25  |
| Uitslag uit   | 2-2 | 1-4 | 1-2 | 0-3 | 2-2 | 1-1 | 2-2 | 1-1 | 2-1 | 1-3 | 4-0 | 2-0 | 1-1 | 3-3 | 1-0 | 0-3 | 1-3 | 1.53-1.94 | 26-33  |
| Punten thuis  | 0   | 1   | 0   | 0   | 0   | 3   | 1   | 3   | 3   | 1   | 3   | 3   | 3   | 3   | 3   | 0   | 1   | 1.65      | 28     |
| Punten uit    | 1   | 3   | 3   | 3   | 1   | 1   | 1   | 1   | 0   | 3   | 0   | 0   | 1   | 1   | 0   | 3   | 3   | 1.47      | 25     |
| Punten totaal | 1   | 4   | 3   | 0   | 1   | 4   | 2   | 4   | 3   | 3   | 3   | 3   | 4   | 4   | 3   | 3   | 4   | 1.56      | 53     |

### Toeschouwers
| Ronde | Tegenstander     | Toeschouwers | Totaal toeschouwers | Gemiddeld |
| ----- | ---------------- | ------------ | ------------------- | --------- |
| 01    | Excelsior        | 12.207       | 12.207              | 12.207    |
| 03    | RKC Waalwijk     | 12.319       | 24.526              | 12.263    |
| 06    | FC Utrecht       | 12.500       | 37.026              | 12.342    |
| 07    | Vitesse          | 12.500       | 49.526              | 12.382    |
| 09    | Almere City      | 12.500       | 62.026              | 12.405    |
| 11    | FC Volendam      | 12.500       | 74.526              | 12.421    |
| 13    | Go Ahead Eagles  | 12.500       | 87.026              | 12.432    |
| 14    | Ajax             | 12.500       | 99.526              | 12.441    |
| 16    | Fortuna Sittard  | 12.500       | 112.026             | 12.447    |
| 18    | FC Twente        | 12.500       | 124.526             | 12.453    |
| 20    | Heracles Almelo  | 12.500       | 137.026             | 12.457    |
| 23    | Sparta Rotterdam | 12.500       | 149.526             | 12.461    |
| 25    | SC Heerenveen    | 12.500       | 162.026             | 12.464    |
| 27    | PSV              | 12.500       | 174.526             | 12.466    |
| 30    | PEC Zwolle       | 12.500       | 187.026             | 12.468    |
| 31    | AZ               | 12.500       | 199.526             | 12.470    |
| 33    | Feyenoord        | 12.500       | 212.026             | 12.517    |

## Spelersstatistieken

### Wedstrijden
| Nr. | Speler                 | Eredivisie | KNVB Beker | Play- offs | Totaal | Speelminuten |
| --- | ---------------------- | ---------- | ---------- | ---------- | ------ | ------------ |
| 1   | Calvin Verdonk         | 33         | 6          | 1          | 40     | 3515         |
| 2   | Sontje Hansen          | 33         | 5          | 0          | 38     | 2167         |
| 3   | Koki Ogawa             | 31         | 5          | 1          | 37     | 2703         |
| 4   | Mees Hoedemakers       | 30         | 5          | 1          | 36     | 2377         |
| 5   | Rober González         | 29         | 6          | 1          | 36     | 1739         |
| 6   | Bram Nuytinck          | 30         | 4          | 1          | 35     | 2862         |
| 7   | Jasper Cillessen       | 30         | 2          | 1          | 33     | 2941         |
| 8   | Dirk Proper            | 27         | 5          | 1          | 32     | 2845         |
| 9   | Kodai Sano             | 24         | 6          | 1          | 30     | 2207         |
| 10  | Bart van Rooij         | 24         | 5          | 0          | 29     | 2459         |
| 11  | Youri Baas             | 27         | 2          | 1          | 29     | 1848         |
| 12  | Philippe Sandler       | 24         | 4          | 0          | 28     | 2257         |
| 13  | Lasse Schöne           | 23         | 3          | 1          | 27     | 1369         |
| 14  | Mathias Ross           | 20         | 4          | 1          | 25     | 1320         |
| 15  | Lars Olden Larsen      | 19         | 3          | 1          | 23     | 814          |
| 16  | Magnus Mattsson*       | 19         | 3          | 0          | 22     | 1980         |
| 17  | Sylla Sow              | 16         | 3          | 0          | 19     | 567          |
| 18  | Tjaronn Chery          | 15         | 3          | 0          | 18     | 1414         |
| 19  | Brayann Pereira        | 16         | 1          | 0          | 17     | 876          |
| 20  | Yvandro Borges Sanches | 8          | 3          | 0          | 11     | 287          |
| 21  | Elayis Tavşan*         | 8          | 2          | 0          | 10     | 474          |
| 22  | Robin Roefs            | 5          | 4          | 0          | 9      | 779          |
| 23  | Bas Dost               | 8          | 0          | 0          | 8      | 463          |
| 24  | Sai van Wermeskerken*  | 3          | 3          | 0          | 6      | 433          |
| 25  | D'Leanu Arts           | 3          | 1          | 0          | 4      | 25           |
| 26  | Nils Rossen            | 3          | 1          | 0          | 4      | 28           |
| 27  | Pedro Marques*         | 3          | 0          | 0          | 3      | 41           |
| 28  | Luc Netten*            | 1          | 0          | 0          | 1      | 27           |
| 29  | Selim Can Sönmez       | 0          | 1          | 0          | 1      | 2            |
| 30  | Alexis Tibidi*         | 0          | 0          | 0          | 0      | 0            |
| 31  | Rijk Janse             | 0          | 0          | 0          | 0      | 0            |
|     | Totaal                 | 34         | 6          | 1          | 41     | 3720         |

* is al vertrokken

### Clubtopscorers 2023/24
| #   | Naam                   | Doelpunten | Doelpunten | Doelpunten | Doelpunten | Assists    | Assists    | Assists   | Assists |
| #   | Naam                   | Eredivisie | KNVB Beker | Play-offs  | Totaal     | Eredivisie | KNVB Beker | Play-offs | Totaal  |
| --- | ---------------------- | ---------- | ---------- | ---------- | ---------- | ---------- | ---------- | --------- | ------- |
| 1.  | Koki Ogawa             | 11         | 4          | 0          | 15         | 1          | 0          | 0         | 1       |
| 2.  | Magnus Mattsson*       | 11         | 2          | 0          | 13         | 4          | 1          | 0         | 5       |
| 3.  | Rober González         | 6          | 4          | 0          | 10         | 3          | 0          | 1         | 4       |
| 4.  | Dirk Proper            | 5          | 2          | 0          | 7          | 4          | 0          | 0         | 4       |
| 5.  | Sontje Hansen          | 6          | 0          | 0          | 6          | 4          | 1          | 0         | 5       |
| 6.  | Tjaronn Chery          | 5          | 1          | 0          | 6          | 2          | 2          | 0         | 4       |
| 7.  | Kodai Sano             | 4          | 1          | 1          | 6          | 2          | 0          | 0         | 2       |
| 8.  | Bart van Rooij         | 2          | 1          | 0          | 3          | 3          | 1          | 0         | 4       |
| 9.  | Youri Baas             | 3          | 0          | 0          | 3          | 3          | 0          | 0         | 3       |
| 10. | Elayis Tavşan*         | 2          | 1          | 0          | 3          | 0          | 3          | 0         | 3       |
| 11. | Bas Dost               | 3          | 0          | 0          | 3          | 2          | 0          | 0         | 2       |
| 12. | Mees Hoedemakers       | 1          | 1          | 0          | 2          | 7          | 0          | 0         | 7       |
| 13. | Calvin Verdonk         | 2          | 0          | 0          | 2          | 2          | 1          | 0         | 3       |
| 14. | Sylla Sow              | 2          | 0          | 0          | 2          | 1          | 1          | 0         | 2       |
| 15. | Mathias Ross           | 2          | 0          | 0          | 2          | 0          | 0          | 0         | 0       |
| 16. | Lasse Schöne           | 1          | 0          | 0          | 1          | 3          | 2          | 0         | 5       |
| 17. | Lars Olden Larsen      | 1          | 0          | 0          | 1          | 0          | 1          | 0         | 1       |
| 18. | Sai van Wermeskerken*  | 0          | 1          | 0          | 1          | 0          | 0          | 0         | 0       |
| 19. | Yvandro Borges Sanches | 0          | 0          | 0          | 0          | 0          | 1          | 0         | 1       |
| 20. | Brayann Pereira        | 0          | 0          | 0          | 0          | 1          | 0          | 0         | 1       |

* is al vertrokken

### Overzicht kaarten en schorsingen
| Speler                | Wed | Ere | Bek | Pla | Vor | Totaal aantal gele kaart(en) | Twee gele kaarten in 1 wedstrijd aan dezelfde speler | Rode kaart |
| --------------------- | --- | --- | --- | --- | --- | ---------------------------- | ---------------------------------------------------- | ---------- |
| Calvin Verdonk        | 40  | 5   | 1   | 0   | 0   | 6                            |                                                      |            |
| Sontje Hansen         | 28  | 3   | 2   | 0   | 0   | 5                            |                                                      |            |
| Lasse Schöne          | 27  | 2   | 0   | 1   | 1   | 4                            |                                                      |            |
| Youri Baas            | 30  | 4   | 0   | 0   | 0   | 4                            |                                                      |            |
| Dirk Proper           | 33  | 4   | 0   | 0   | 0   | 4                            |                                                      |            |
| Mathias Ross          | 25  | 3   | 0   | 0   | 0   | 3                            |                                                      |            |
| Philippe Sandler      | 28  | 3   | 0   | 0   | 0   | 3                            |                                                      |            |
| Bart van Rooij        | 29  | 3   | 0   | 0   | 0   | 3                            | 1                                                    |            |
| Kodai Sano            | 31  | 3   | 0   | 0   | 0   | 3                            |                                                      |            |
| Bram Nuytinck         | 35  | 3   | 0   | 0   | 0   | 3                            |                                                      | 1          |
| Pedro Marques*        | 3   | 2   | 0   | 0   | 0   | 2                            |                                                      |            |
| Sylla Sow             | 19  | 1   | 0   | 1   | 0   | 2                            |                                                      |            |
| Mees Hoedemakers      | 36  | 2   | 0   | 0   | 0   | 2                            |                                                      | 1          |
| Rober González        | 36  | 2   | 0   | 0   | 0   | 2                            |                                                      |            |
| Luc Netten*           | 1   | 1   | 0   | 0   | 0   | 1                            |                                                      |            |
| D'Leanu Arts          | 4   | 1   | 0   | 0   | 0   | 1                            |                                                      |            |
| Sai van Wermeskerken* | 6   | 1   | 0   | 0   | 0   | 1                            |                                                      |            |
| Bas Dost              | 8   | 1   | 0   | 0   | 0   | 1                            |                                                      |            |
| Elayis Tavşan*        | 10  | 1   | 0   | 0   | 0   | 1                            | 1                                                    |            |
| Magnus Mattsson*      | 22  | 1   | 0   | 0   | 0   | 1                            |                                                      |            |
| Jasper Cillessen      | 33  | 1   | 0   | 0   | 0   | 1                            |                                                      |            |
| Koki Ogawa            | 37  | 1   | 0   | 0   | 0   | 1                            |                                                      |            |
| Totaal                | 40  | 49  | 1   | 2   | 1   | 53                           | 2                                                    | 2          |

### Topscorers oefenwedstrijden
* is al vertrokken

| Nr.    | Naam             | Goals |
| ------ | ---------------- | ----- |
| 1.     | Magnus Mattsson  | 8     |
| 2.     | Pedro Marques    | 6     |
| 3.     | Koki Ogawa       | 4     |
| 4.     | Mees Hoedemakers | 3     |
| 5.     | Dirk Proper      | 2     |
| 5.     | Kodai Sano       | 2     |
| 7.     | Sontje Hansen    | 1     |
| 7.     | Youri Baas       | 1     |
| 7.     | Daan Maas        | 1     |
| 7.     | Bram Nuytinck    | 1     |
| 7.     | Lasse Schöne     | 1     |
| Totaal | Totaal           | 29    |

Ajax ·
Almere City FC ·
AZ ·
Excelsior Rotterdam ·
Feyenoord ·
Fortuna Sittard ·
Go Ahead Eagles ·
sc Heerenveen ·
Heracles Almelo ·
N.E.C. ·
PEC Zwolle ·
PSV ·
RKC Waalwijk ·
Sparta Rotterdam ·
FC Twente ·
FC Utrecht ·
Vitesse ·
FC Volendam